# La Prose du Transsibérien et de la petite Jehanne de France (peinture)
Pour les articles homonymes, voir La Prose du Transsibérien et de la petite Jehanne de France.
La Prose du Transsibérien et de la petite Jehanne de France est un tableau réalisé par Sonia Delaunay en 1913. Cette huile sur toile est une composition orphique verticale comprenant une petite tour Eiffel et est conçue pour constituer une œuvre simultanée avec La Prose du Transsibérien et de la petite Jehanne de France, un poème de Blaise Cendrars. Don de l'artiste en 1955, elle est conservée au musée national d'Art moderne, à Paris.

## Expositions
- Le Cubisme, Centre national d'art et de culture Georges-Pompidou, Paris, 2018-2019.